# 297 a. C.
El año 297 a. C. fue un año del calendario romano prejuliano. En el Imperio romano se conocía como el Año 457 Ab urbe condita. 

## Acontecimientos
- Bitinia declara formalmente su independencia con Cipetes.
- Batalla de Tiferno, entre Roma y el pueblo itálico de los Samnitas.

## Fallecimientos
- Casandro, rey de Macedonia y fundador de la dinastía Antipátrida (fecha aproximada) (n. h. 350 a. C.)

- Datos: Q48176